# Tyrrell 010
Tyrrell 010 — спортивный автомобиль, разработанный конструктором Морисом Филиппом для команды Candy Team Tyrrell. Модель дебютировала в сезоне 1980 года и участвовала также в Чемпионате мира 1981 года.

## Результаты в гонках
| Год  | Команда             | Двигатель                   | Шины | Пилоты    | 1   | 2   | 3    | 4    | 5   | 6    | 7   | 8   | 9    | 10   | 11   | 12   | 13  | 14   | 15  | Место | Очки |
| ---- | ------------------- | --------------------------- | ---- | --------- | --- | --- | ---- | ---- | --- | ---- | --- | --- | ---- | ---- | ---- | ---- | --- | ---- | --- | ----- | ---- |
| 1980 | Candy Team Tyrrell  | Ford Cosworth DFV 3,0 л, V8 | G    |           | АРГ | БРА | ЮАР  | СШЗ  | БЕЛ | МОН  | ФРА | ВЕЛ | ГЕР  | АВТ  | НИД  | ИТА  | КАН | США  |     | 6     | 12   |
| 1980 | Candy Team Tyrrell  | Ford Cosworth DFV 3,0 л, V8 | G    | Жарье     |     |     | 7    | Сход | 5   | Сход | 14  | 5   | 15   | Сход | 5    | Сход | 7   | НКЛ  |     | 6     | 12   |
| 1980 | Candy Team Tyrrell  | Ford Cosworth DFV 3,0 л, V8 | G    | Дейли     |     |     | Сход | 8    | 9   | Сход | 11  | 4   | 10   | Сход | Сход | Сход | НС  | Сход |     | 6     | 12   |
| 1980 | Candy Team Tyrrell  | Ford Cosworth DFV 3,0 л, V8 | G    | Такуэлл   |     |     |      |      |     |      |     |     |      |      |      |      | НС  | НКВ  |     | 6     | 12   |
| 1981 | Tyrrell Racing Team | Ford Cosworth DFV 3,0 л, V8 | M A  |           | СШЗ | БРА | АРГ  | САН  | БЕЛ | МОН  | ИСП | ФРА | ВЕЛ  | ГЕР  | АВТ  | НИД  | ИТА | КАН  | СИЗ | 8     | 10   |
| 1981 | Tyrrell Racing Team | Ford Cosworth DFV 3,0 л, V8 | M A  | Чивер     | 5   | НКЛ | Сход | Сход | 6   | 5    | НКЛ | 13  | 4    |      | НКВ  |      |     |      |     | 8     | 10   |
| 1981 | Tyrrell Racing Team | Ford Cosworth DFV 3,0 л, V8 | M A  | Коган     | НКВ |     |      |      |     |      |     |     |      |      |      |      |     |      |     | 8     | 10   |
| 1981 | Tyrrell Racing Team | Ford Cosworth DFV 3,0 л, V8 | M A  | Сунино    |     | 13  | 13   |      |     |      |     |     |      |      |      |      |     |      |     | 8     | 10   |
| 1981 | Tyrrell Racing Team | Ford Cosworth DFV 3,0 л, V8 | M A  | Альборето |     |     |      | Сход | 12  | Сход | НКВ | 16  | Сход | НКВ  | Сход |      |     |      |     | 8     | 10   |

| Легенда к таблице |                                                                    |
| --- | ------------------------------------------------------------------ |
| В таблице перечислены результаты всех Гран-при Формулы-1, в которых использовался автомобиль. Строками таблицы являются сезоны, столбцами — этапы чемпионата мира. В каждой клетке указаны сокращённое название этапа и результат, дополнительно обозначенный цветом. Расшифровка обозначений и цветов представлена в нижеследующей таблице. |                                                                    |
| \| Пример \| Описание \| \| ------------ \| ------------------------------------------------------------------ \| \| 1 \| Победитель \| \| 2 \| Второе место \| \| 3 \| Третье место \| \| 5 \| Финишировал, заработав очки \| \| Сход \| Не финишировал, но при этом заработал очки \| \| 12 \| Финишировал, не получив очков \| \| НКЛ \| Финишировал, но не попал в финальную классификацию \| \| 15 \| Участвовал вне зачёта, либо по отдельной классификации \| \| 18 \| Не финишировал, но попал в финальную классификацию \| \| Сход \| Не финишировал \| \| НКВ \| Не прошёл квалификацию \| \| НПКВ \| Не прошёл предквалификацию \| \| ДСК \| Дисквалифицирован \| \| ИСК \| Исключён из протокола соревнований \| \| ТТ \| Заявлен для участия только в тренировках \| \| НС \| Участвовал в квалификации, но не стартовал в гонке \| \| Т \| Травмирован или болен \| \| ОТК \| Отказ от участия \| \| НТР \| Прибыл на соревнования, но на трассу не выезжал \| \| НПР \| Был заявлен в числе участников, но не прибыл к началу соревнований \| \| О \| Соревнования отменены \| \| \| Не участвовал \| \| Поул-позиция \| \| \| Быстрый круг \| \| |                                                                    |
| Пример | Описание                                                           |
| 1 | Победитель                                                         |
| 2 | Второе место                                                       |
| 3 | Третье место                                                       |
| 5 | Финишировал, заработав очки                                        |
| Сход | Не финишировал, но при этом заработал очки                         |
| 12 | Финишировал, не получив очков                                      |
| НКЛ | Финишировал, но не попал в финальную классификацию                 |
| 15 | Участвовал вне зачёта, либо по отдельной классификации             |
| 18 | Не финишировал, но попал в финальную классификацию                 |
| Сход | Не финишировал                                                     |
| НКВ | Не прошёл квалификацию                                             |
| НПКВ | Не прошёл предквалификацию                                         |
| ДСК | Дисквалифицирован                                                  |
| ИСК | Исключён из протокола соревнований                                 |
| ТТ | Заявлен для участия только в тренировках                           |
| НС | Участвовал в квалификации, но не стартовал в гонке                 |
| Т | Травмирован или болен                                              |
| ОТК | Отказ от участия                                                   |
| НТР | Прибыл на соревнования, но на трассу не выезжал                    |
| НПР | Был заявлен в числе участников, но не прибыл к началу соревнований |
| О | Соревнования отменены                                              |
| | Не участвовал                                                      |
| Поул-позиция |                                                                    |
| Быстрый круг |                                                                    |